# Literatura română a secolului al XVIII-lea
În secolul al XVIII-lea, apar în literatura română clasicismul și iluminismul reprezentate de Școala Ardeleană sau familia Văcăreștilor și umanismul este reprezentat de figuri precum cărturarul Dimitrie Cantemir sau cronicarul Ion Neculce.

## Desfășurare
Retorica religioasă își atinge excelența la începutul veacului în figura lui Antim Ivireanu cu „Didahiile” sale. 
Cronicarii moldoveni ai secolului sunt: Ion Neculce, Axinte Uricariul, grecul Amiras, diacul Nicolae Muste sau Ienache Kogălniceanu. 
Tot în acest timp scriu cronici muntene Radu Popescu („Cronica Bălenilor”), Radu Greceanu, stolnicul Constantin Cantacuzino („Istoria Țării Românești”) și Ienăchiță Văcărescu („Istorie a preaputernicilor împărați”, care, deși scrisă în secolul al XVIII-lea, se publică în veacul următor). 
Dimitrie Cantemir își manifestă activitatea literară în acest secol și publică „Istoria imperiului otoman”(1714-1716), „Istoria ieroglifică”(1703-1705), „Hronicul vechimei a romano-moldo-vlahilor”(1719-1722) și „Descrierea Moldovei”(1714-1716). 
Se continuă traducerea masivă de literatură străină, de pildă „Troada” („Roman de Troie” scrisă de Benoât de Sainte-Maure), „Halima” sau „Odiseea” lui Homer. 
În poezie un brașovean, Teodor Ivanovici Corbe, publică Psaltirea în versuri, iar pitarul Hristache, Ienăchiță Văcărescu, Alecu Văcărescu și Matei Milu își manifestă activitatea literară. 
La sfârșitul secolului, clasicismul și iluminismul pătrund în Țările Române îndeosebi prin intermediul Școlii Ardelene cu reprezentanți precum Samuil Micu-Klein, Gheorghe Șincai, Petru Maior și Ion Budai Deleanu.